# Serfiraz Hanım
Serfiraz Hanım, född 1837, död 1905, var den osmanska sultanen Abd ül-Mecid I:s sextonde hustru.  Hon var föremål för en mängd skandaler under de sista åren av sultanens regeringstid. 
Hon var ursprungligen abchazer. Hon placerades i det kejserliga osmanska haremet som barn via slavhandeln på Svarta havet. Hon gifte sig år 1851 med Abd ül-Mecid I, med vilken hon fick fem barn. 
Hon beskrivs som sultanens stora favorit och gunstling. Hon ska ha utövat ett så stort inflytande över honom att han var ovillig att förbjuda eller bestraffa henne för något, och inte heller tillät någon annan att frambära klagomål mot henne i hans närvaro. 
Serfiraz Hanım använde sitt inflytande för att leva ett frigjort liv. Hon fick ett separat palats i gåva av sultanen, och använde sedan detta för att bryta könssegregeringen och lämna haremet och färdas omkring i staden som hon själv önskade, en frihet som var oerhörd och ansågs dra skam över sultanen. Periodvis kunde hon vara frånvarande från sultanens harem i dagar. Då sultanen vägrade förbjuda henne rörelsefrihet, började även hans andra hustrur och döttrar att följa hennes exempel. 
Hon hade under 1855-1856 en kärleksaffär med en armenier, som utsattes för mordförsök på grund av detta och vars familj därför kontaktade utländska ambassader för att de skulle meddela sultanen detta, men de vägrade inkluderade det i sina rapporter. Hennes lyxkonsumtion förorsakade också stora utgifter för statskassan, och 1858 tvingades sultanen gå med på en avbetalningsplan. 
Efter sultanens död 1861 lämnade hon sultanens palats och drog sig tillbaka permanent till sitt eget. Hon beskrivs som intresserad av västerlandet, och det nämns att hon ofta lät spela västerländsk musik. 